# Bernhard von Neher
Pour les articles homonymes, voir Neher.
Karl Josef Bernhard von Neher, né le 16 janvier 1806 à Biberach an der Riß (Électorat de Bade) et mort le 17 janvier 1886 à Stuttgart, est un peintre badois.

## Biographie
Bernhard von Neher fait ses études à Stuttgart en 1822 auprès de Johann Heinrich Dannecker et Philipp Friedrich von Hetsch puis à l'Académie des beaux-arts de Munich avec Peter von Cornelius. Il va quatre ans à Rome où il rencontre les nazaréens Johann Friedrich Overbeck et Philipp Veit et peint ici La résurrection du garçon de Naïm (Staatsgalerie (Stuttgart)).
Il revient à Munich en 1832 peindre la fresque de l'Isartor Entrée de l'empereur Louis de Bavière après la bataille de Ampfing.
En 1836, il reçoit la commande du décor de deux salles du palais de Weimar, des peintures murales d'après les poèmes de Schiller et Goethe, ce travail durera onze ans. En 1841, il devient recteur de l'académie de peinture de Leipzig. En 1846, il est professeur à l'école de Stuttgart dont il sera le directeur en 1854. Il a comme élève entre-autres Jakob Grünenwald. Il peindra ici ses grands tableaux au sujet religieux et conçoit ses vitraux.
En 1852, Charles Ier de Wurtemberg le fait chevalier de l'Ordre de la Couronne de Wurtemberg. La Staatsgalerie acquiert en 1878 ses cartons et dessins pour les fresques et les vitraux. En 1879, il quitte l'école. À sa mort en 1886, il se fait enterrer au cimetière de Prag à Stuttgart (de).

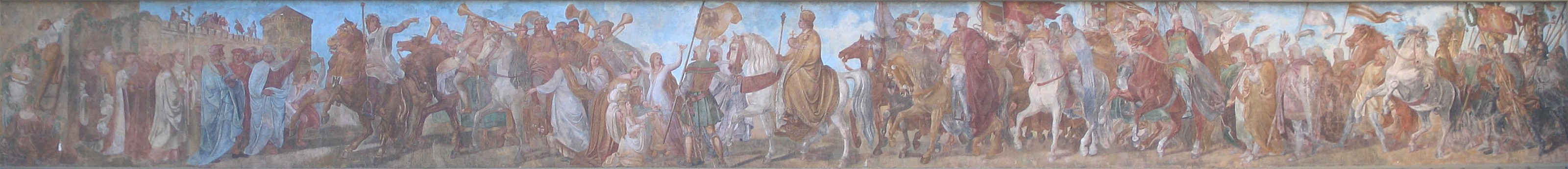
Fresque de l'Isartor à Munich : Entrée de l'empereur Louis de Bavière après la bataille de Ampfing

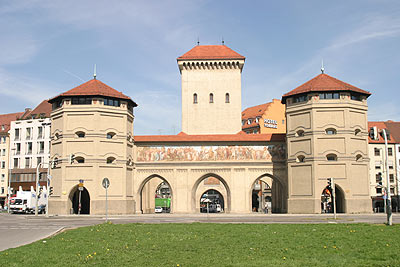
L'Isartor à Munich

## Source, notes et références
- Notices d'autorité :   - VIAF
  - ISNI
  - GND
  - Pays-Bas
  - Lettonie
- (de) August Wintterlin, « Neher, Bernhard von », dans Allgemeine Deutsche Biographie (ADB), vol. 23, Leipzig, Duncker & Humblot, 1886, p. 381-387